# Élections municipales géorgiennes de 2021
Les élections municipales géorgiennes de 2021 ont lieu les 2 et 30 octobre 2021 afin de renouveler pour quatre ans les membres des conseils municipaux de Géorgie.

## Présentation
À l'issue du second tour, le parti Rêve géorgien au pouvoir remporte 19 sur 20 municipalités où ses candidats affrontaient ceux du Mouvement national uni. Ce dernier dénonce les résultats comme frauduleux et appelle à protester.
La mission d'observation de l'Organisation pour la sécurité et la coopération (OSCE) déclare que les élections ont été « bien organisées du point de vue technique » tout en faisant état « d'intimidation, d'achat de votes et de pressions sur les candidats et les électeurs ».